# Mallochohelea pullata
Mallochohelea pullata är en tvåvingeart som först beskrevs av Wirth 1952.  Mallochohelea pullata ingår i släktet Mallochohelea och familjen svidknott. Inga underarter finns listade i Catalogue of Life.